# Tryb (językoznawstwo)
Tryb – kategoria gramatyczna czasownika wyrażająca stosunek mówiącego do treści wypowiedzenia.

## Rodzaje trybów
Pod względem semantycznym wyróżnia się trzy rodzaje trybów:
- tryb asertoryczny – oznaczający, że mówiący uważa podawane zdarzenia za prawdziwe
- tryb problematyczny (hipotetyczny) – w którym mówiący dystansuje się od prawdziwości stwierdzeń
- tryb woluntalny (woluntarny, wolitywny) – w którym mówiący wyraża życzenie lub pragnienie by dane zdarzenie zaszło.

Pod względem budowy tryby dzielą się na morfologiczne (wyrażone budową wyrazu) i syntaktycznie (wyrażone odpowiednią konstrukcją składniową)

## Tryby w języku polskim
W gramatyce języka polskiego występują trzy lub cztery tryby, w zależności od interpretacji:
1. tryb oznajmujący – wyraża obiektywny, neutralny stosunek mówiącego do wypowiadanej treści (Piszę artykuł), pozwala na rozróżnienie form czasowych.
2. tryb rozkazujący – wyraża rozkaz, życzenie lub prośbę (Przynieś książkę.). W trzeciej osobie pojawia się słowo „niech” (Niech przyjadą, niech czeka). Sporadycznie spotykane są analogiczne formy dla pierwszej osoby liczby pojedynczej, nie służą one jednak wyrażeniu rozkazu, a stosowane są jako figura retoryczna (Niech zginę, jeśli to nieprawda!). Tryb ten nie pozwala na rozróżnienie form czasowych. Nie odmienia się przez czasy i rodzaje.
3. tryb przypuszczający – wyraża niepewność, warunkowość lub wyrażone pośrednio życzenie. Czasownik tworzony jest z osobowej formy czasownika i cząstki „by” (-bym, -byś, -byśmy -byście), na przykład zrobiłbym to; kupilibyśmy tandem; byłaby tam poszła. Tryb ten pozwala na rozróżnienie formy czasu przeszłego (Byłbym zrobił) i neutralnej (Zrobiłbym). Nie odmienia się przez czasy.
4. tryb łączący – istnieje podział wśród autorów co do istnienia tego trybu[3], jednak wiele opracowań – zarówno dawnych[4], jak i stosujących współczesne metody lingwistyczne[5] – rozróżnia taki tryb w polszczyźnie oraz innych językach słowiańskich[6]. Różni się on od trybu przypuszczającego regułami składniowymi dotyczącymi cząstki by[5].